# Lukas Pöstlberger
Lukas Pöstlberger (Vöcklabruck, 10 januari 1992) is een Oostenrijks wielrenner.

## Carrière
Pöstlberger behaalde zijn eerste grote succes in 2012, toen hij het Oostenrijks kampioenschap op de weg won. In 2013 was hij goed voor de overwinning in de GP van Kranj.
In 2017 speelde hij een hoofdrol in de E3 Harelbeke, met een vijfde plaats tot gevolg. Later dat jaar startte hij voor het eerst in een grote ronde, de Ronde van Italië. Hierin schreef hij meteen de eerste etappe op zijn naam door in de straten van Olbia het sprintende peloton nipt voor te blijven. Daarmee werd Pöstlberger de eerste Oostenrijker met etappewinst in de Ronde van Italië en tevens de eerste Oostenrijker die de roze leiderstrui mocht dragen.

## Overwinningen
2009
 Oostenrijks kampioen veldrijden, Junioren
2011
1e etappe Sibiu Cycling Tour (ploegentijdrit)
2012
 Oostenrijks kampioen op de weg, Elite
 Oostenrijks kampioen op de weg, Beloften
3e etappe Ronde van de Toekomst
2013
Jongerenklassement Sibiu Cycling Tour
 Oostenrijks kampioen op de weg, Beloften
GP van Kranj
2014
Ronde van Oost-Bohemen
2015
Proloog Istrian Spring Trophy
Eindklassement An Post Rás
8e etappe Ronde van Oostenrijk
2016
4e etappe Ronde van Opper-Oostenrijk
2017
1e etappe Ronde van Italië
2018
 Oostenrijks kampioen op de weg, Elite
2021
2e etappe Critérium du Dauphiné
2023
Hong Kong Challenge

## Resultaten in voornaamste wedstrijden
| Jaar | Ronde van Italië | Ronde van Frankrijk | Ronde van Spanje |
| ---- | ---------------- | ------------------- | ---------------- |
| 2015 |                  |                     |                  |
| 2016 |                  |                     |                  |
| 2017 | 114e (1)         |                     |                  |
| 2018 |                  | 132e                | opgave           |
| 2019 |                  | opgave              |                  |
| 2020 |                  | opgave              |                  |
| 2021 |                  | 116e                |                  |
| 2022 |                  |                     |                  |
| 2023 | 95e              |                     |                  |

| Jaar | Milaan-San Remo | Gent-Wevelgem | Ronde van Vlaanderen | Parijs-Roubaix | Luik-Bast.‑Luik | E3 Harelbeke | Omloop Het Nieuwsblad | Dwars door Vlaanderen |  | WK op de weg |  | Wereldranglijsten |
| ---- | --------------- | ------------- | -------------------- | -------------- | --------------- | ------------ | --------------------- | --------------------- |  | ------------ |  | ----------------- |
| 2015 |                 |               |                      |                |                 |              |                       |                       |  | opgave       |  |                   |
| 2016 |                 |               | opgave               |                |                 | opgave       | 95e                   |                       |  |              |  |                   |
| 2017 |                 |               | opgave               |                | 143e            | 5e           | opgave                | 15e                   |  | 22e          |  | 90e (UWT)         |
| 2018 |                 |               |                      |                |                 |              | opgave                |                       |  | opgave       |  | 356e (UWT)        |
| 2019 |                 |               | 74e                  |                |                 | 40e          | 82e                   | 4e                    |  | opgave       |  | 296e (UWR)        |
| 2020 |                 | opgave        | 97e                  |                |                 |              | 20e                   |                       |  |              |  |                   |
| 2021 |                 |               | opgave               |                |                 |              | 59e                   |                       |  |              |  |                   |
| 2022 |                 |               |                      |                |                 |              |                       | opgave                |  |              |  |                   |
| 2023 | 122e            |               |                      | opgave         |                 |              | opgave                |                       |  | opgave       |  |                   |

## Ploegen
- 2011 –  RC Arbö Gourmetfein Wels
- 2012 –  RC Arbö Wels Gourmetfein
- 2013 –  Team Gourmetfein Simplon
- 2014 –  Tirol Cycling Team
- 2015 –  Tirol Cycling Team
- 2015 –  Bora-Argon 18 (stagiair vanaf 1 augustus)
- 2016 –  Bora-Argon 18
- 2017 –  BORA-hansgrohe
- 2018 –  BORA-hansgrohe
- 2019 –  BORA-hansgrohe
- 2020 –  BORA-hansgrohe
- 2021 –  BORA-hansgrohe
- 2022 –  BORA-hansgrohe
- 2023 –  Team Jayco AlUla

Archbold · Bárta · Bauhaus · Benedetti · Bennett · Buchmann · Dempster · Huzarski · Konrad · Matzka · Mendes · Nerz · Pfingsten · Salerno · Schillinger · Schorn · Schwarzmann · Thurau · Thwaites · Voss · Mühlberger (stagiair) · Pöstlberger (stagiair)
Archbold · Bárta · Bauhaus · Benedetti · Bennett · Buchmann · Dempster · Herklotz · Huzarski · Konrad · Matzka · Mendes · Mühlberger · Nerz · Pfingsten · Pöstlberger · Schillinger · Schwarzmann · Selig · Thwaites · Voss
Ackermann · Archbold · Bárta · Baška · Benedetti · Bennett · Bodnar · Buchmann · Burghardt · Herklotz · Kolář · König · Konrad · Majka · McCarthy · Mendes · Mühlberger · Pelucchi · Pfingsten · Poljański · Pöstlberger · J. Sagan · P. Sagan    · Saramotins · Schillinger · Schwarzmann · Selig
Ackermann · Baška · Benedetti · Bennett · Bodnar · Buchmann · Burghardt · Formolo · Großschartner · Kennaugh · Kolář · König · Konrad · Majka · McCarthy · Mühlberger · Oss · Pelucchi · Pfingsten · Poljański · Pöstlberger · J. Sagan · P. Sagan  · Saramotins · Schillinger · Schwarzmann · Selig
Ackermann · Baška · Benedetti · Bennett · Bodnar · Buchmann · Burghardt · Drucker · Formolo · Gatto · Großschartner · Kennaugh · König · Konrad · Majka · McCarthy · Mühlberger · Oss · Pfingsten · Poljański · Pöstlberger · J. Sagan · P. Sagan · Schachmann · Schillinger · Schwarzmann · Selig
Ackermann · Baška · Benedetti · Bodnar · Buchmann · Burghardt · Drucker · Fabbro · Gamper · Gatto · Großschartner · Kämna · Konrad · Laas · Majka · McCarthy · Mühlberger · Oss · Poljański · Pöstlberger · J. Sagan · P. Sagan · Schachmann · Schelling · Schillinger · Schwarzmann · Selig
Ackermann · Aleotti · Baška · Benedetti · Bodnar · Buchmann · Burghardt · Fabbro · Gamper · Großschartner · Kämna · Kelderman · Konrad · Laas · Meeus · Oss · Palzer (vanaf 1 april) · Politt · Pöstlberger · J. Sagan · P. Sagan · Schachmann · Schelling · Schillinger · Schwarzmann · Selig · Walls · Wandahl · Zwiehoff
Aleotti · Archbold · Benedetti · Bennett · Buchmann · Fabbro · Gamper · Großschartner · Haller · Higuita · Hindley · Kämna · Kelderman · Koch · Konrad · Laas · Lührs · Meeus · Mullen · Palzer · Politt · Pöstlberger · Schachmann · Schelling · Uijtdebroeks · van Poppel · Vlasov · Walls · Wandahl · Zwiehoff · Lipowitz (stagiair)
Balmer · Berhe · Colleoni · Craddock · De Marchi · Dunbar · Durbridge · Engelhardt · Grmay · Groenewegen · Hamilton · Harper · Hepburn · Jansen · Juul-Jensen · Maas · Matthews · Mezgec · O'Brien · Peña · Porter · Pöstlberger · Quick · Reinders · Scotson · Sobrero · Stewart · Štybar · Yates · Zana · Jørgensen (stagiair) · McKenzie (stagiair)